# Гурулі Олександр Гійович
Олекса́ндр (Александер) Гі́йович Гуру́лі (груз. ალექსანდრე გურული; * 9 листопада 1985, Батумі, Грузія) — грузинський футболіст, півзахисник «Шукури» і, в минулому, збірної Грузії. Син футболіста Гії Гурулі.

## Біографія
Вихованець французьких клубів «Булонь» і «Ліон», грав за нижчоліговий бельгійський «Уніон Рояль Намур» із міста Намур. З 2005 по 2008 роки грав за нижчолігові французькі клуби «Ліон-Дюшер» та «Лескен».
В вересні 2008 року підписав контракт з «Карпатами» (Львів). Дебютував 28 вересня 2008 у Прем'єр-лізі в матчі чемпіонату України «Зоря» — «Карпати» (1:0). У складі «левів» відзначався високою технікою володіння м'ячем, через що відразу завоював місце в основному складі і протягом трьох сезонів був її основним плеймейкером. Проте з 2011 року Гурулі перестав стабільно потрапляти до основного складу і на початку 2012 року відправився в оренда у грузинську «Ділу», де провів весь 2012 рік.
Після повернення у Львів на початку 2013 року, сторони погодились розірвати контракт і футболіст на правах вільного агента підписав контракт з «Динамо» (Батумі), яке тренував його батько Гія Гурулі.
Влітку 2013 року перейшов в «Зестафоні».
У лютому 2014 року перейшов в солігорський «Шахтар». У білоруському клубі став основним лівим півзахисником і допоміг команді виграти національний кубок, хоча значну частину першої половини сезону 2014 пропустив через травму. У січні 2015 покинув «Шахтар».
У березні 2015 повернувся на батьківщину, ставши гравцем клубу «Самтредія».

### Збірна
Виступав за молодіжну збірну Грузії.
За національну збірну Грузії дебютував 17 листопада 2010 року в товариському поєдинку проти Словенії. Півзахисник вийшов на заміну в другому таймі й забив гол, що допомогло грузинам одержати перемогу 2:1.

## Приватне життя
Син футболіста Гії Гурулі. Одружений 2010 року. Дружина Аня родом з Ужгорода.

## Досягнення
- Володар Кубка Грузії: 2012
- Володар Кубка Білорусі: 2014
- Бронзовий призер чемпіонату Білорусі: 2014